# Ángel Yesid Camargo Ochoa
Ángel Yesid Camargo Ochoa (Paipa, departament de Boyacá, 22 de maig de 1967) va ser un ciclista colombià que fou professional entre 1992 i 2001. De la seva carrera destaca una victòria d'etapa a la Volta a Espanya i la general de la Volta al Táchira.

## Palmarès
- 1990
  - Vencedor d'una etapa de la Volta a Colòmbia
- 1991
  - 1r a la Volta al Táchira i vencedor d'una etapa
- 1992
  - Vencedor d'una etapa del Gran Premi del Midi Libre
  - Vencedor d'una etapa de la Volta a Colòmbia
- 1994
  - Vencedor d'una etapa de la Volta a Espanya
  - 1r al GP Pony Malta
- 1996
  - 1r a la Volta a Cundimarca
- 1999
  - 1r a la Clàssica de Fusagasugá
  - 1r a la Volta a Cundimarca

### Resultats al Tour de França
- 1994. 55è de la classificació general
- 1995. Abandona (15a etapa)

### Resultats a la Volta a Espanya
- 1993. No surt (13a etapa)
- 1994. 40è de la classificació general. Vencedor d'una etapa

### Resultats al Giro d'Itàlia
- 1995. 78è de la classificació general
- 1996. Abandona (12a etapa)